# Sculeni, Ungheni
Sculeni este satul de reședință al comunei cu același nume din raionul Ungheni, Republica Moldova. Este situat în nord-vestul raionului, pe malul stâng al Prutului, la 24 km de centrul raional și la 7 km de stația de cale ferată Buciumeni.

## Istoric
Prima mențiune documentară datează din anul 1432. Din punct de vedere bisericesc, Sculeniul în prima jumătate a secolului al XVIII-lea, a jucat rol tot atât de însemnat ca și târgușorul Sculeni. Aici a fost și protopopia centrală, care avea în 1830 circa 119 parohii.
Din 1812, Sculeni a devenit târg de frontieră, cu vamă și carantină. Potrivit recensământului din 1817 la Sculeni au fost înregistrați: 1 preot, 1 dascăl, 1 paracliser și un ruptaș. În sat erau 94 de gospodării țărănești. Proprietar al pământului din sat era boierul Nicolae Roseti. Satul mai avea 2 heleștee de pescuit, 2 vii, 3 livezi și 2 mori de apă pe Prut. Avea o biserică de nuiele construită în 1790 cu hramul „Sf. Nicolae”. În 1822 în locul bisericii de lemn a fost construită o biserică de cărămidă pe temelie de piatră, acoperită cu tablă, tot cu hramul „Sf. Nicolae”, ctitor, care a finanțat construcția – proprietarul baron Rozan. Parohia Sculeni a fost întotdeauna independentă, fiind păstorită de următorii preoți: 
1. Timofei Șerban (1790 – 1817);
2. Simion Munteanu (1800 – 1825);
3. Mihail Sinacevschi (1825 – 1856);
4. Iacov Cotiujinschi (1857 – 1867);
5. Constantin Dimitriu (1868 – 1872);
6. Filaret Raetchi (1872 – 1878);
7. Antonii Ghirla (1878 – 1904);
8. Vasilie Cazacu (1904 – 1923);
9. Gheorghe Leovanu (1923 – 1930).

Conform inventarului așezărilor populate din Basarabia întocmit de A. Egunov, în 1875 la Sculeni au fost înregistrate 552 case cu o populație de 2.420 locuitori, care dețineau 86 cai, 280 vite mari cornute și 245 oi. În 1904 la Sculeni locuiau 3.270 suflete, inclusiv 2.700 români, 1.300 evrei, restul de câteva sute ruși, ruteni și alte grupuri etnice. În sat funcționa o biserică cu hramul „Sf. Nicolae”, o sucursală de poștă și telegraf, un spital, 2 școli elementare rusești și 2 evreiești; localitatea era punct vamal la granița Imperiului Rus cu România. Țăranii dimprejur posedau pământ de împroprietărire 547 desetine.

## Populație
În 1930 satul Sculeni era împărțit în trei: Sculenii-Târg, Sculenii vechi de pe malul drept și Sculenii vechi de pe malul stâng al Prutului, care erau luate aparte în Recensământul din 1930.
La 1 ianuarie 1997 la Sculeni au fost înregistrați 2.525 locuitori.

## Personalități

### Născuți în Sculeni
- Grigore M. Sturdza (1821-1901), ofițer și om politic român
- Aleksandr Krusser (1893–1919), revoluționar rus
- Eliezer Zusia Portugal (1898–1982), fondatorul și primul Rebbe al dinastiei hasidice Skulen
- Yisroel Avrohom Portugal (1923–2019), rabin american, al doilea lider al dinastiei Skulen
- Alexandru Jdanov (1932–2018), deputat sovietic și moldovean
- Mircea Chistruga (1948–2025), regizor sovietic și moldovean de filme documentare.
- Andrei Eșanu (n. 1948), istoric, scriitor și profesor, membru titular al Academiei de Științe a Moldovei
- Olga Bogdanova (n. 1951), actriță sovietică și rusă
- Vichentie Moraru (n. 1953), cleric ortodox rus

## Vezi și
- Raionul Sculeni
- Masacrul de la Sculeni